# 최영경
최영경(崔永慶, 1529년 8월 19일(음력 7월 16일)~ 1590년 10월 26일(음력 9월 28일))은 조선 중기의 선비이며 문신이다. 본관은 화순(和順). 자는 효원(孝元), 호는 수우당(守愚堂)이다. 서울 출생으로, 조식(曺植)의 문인이다.
효행으로 이름이 높았으며 벼슬이 지평 사축에 이르렀으나, 기축옥사에 연루되어 옥에 갇혀 있던 중에 사망하였다.

## 생애
서울에 거주하였고, 부모의 장례로 가산을 사용하여 가난하게 거하던 중에 마을에 비범한 사람이 있다는 소문을 들은 안민학이 성혼에 소개하고 성혼이 방문하여 널리 알려졌다. 후에 진주에 있으면서 조식을 스승으로 섬겼다.
선조 6년, 선조가 선비의 추천을 명하였을 때 이지함, 정인홍 등과 함께 천거되었다. 선조는 이들에 6품직을 제수하였으나, 이지함과 최영경은 받아들이지 않았다. 선조 14년에는 지평으로 제수되었으나 거절하였고, 선조 16년에도 받아들이지 않았다.
기축옥사
기축옥사 때 정여립과 친한 관리로 지목되었다. 모주인 길삼봉(吉三峯)으로 무고되어 심문을 받고 증거가 없어 풀려났으나, 이튿날 간원의 상소로 다시 옥에 갇혔고, 갇혀 있는 동안 병을 얻어 죽다. 죽은 뒤 그의 주검은 양인인 김량(金良)이 수습했다. 동인들은 당시 서인의 영수였던 정철이 죄를 씌운 것으로 의심하였고, 후에는 성혼에 그 책임을 돌렸다.
사후 복권
조사를 받던 중에 정여립과 친하다고 하여 관작이 삭탈되었으나, 1591년(선조 24년) 부제학으로 임명된 김성일의 끈질긴 요구로 되돌려졌다. 1594년(선조 27)에 대사헌으로 추증되었으며, 1602년(선조 35)에는 이조의 요청으로 최영경의 동생 최여경에 관직을 내렸다.

## 관련 작품
드라마
- 《징비록》(KBS, 2015년, 배우:윤덕용)

## 저서
- 《수우당실기》

## 전기 자료
- 이현일, 《갈암집》 권28, 	守愚堂先生崔公行狀